# ستيفان بيرسون (لاعب باندي)
ستيفان بيرسون (بالسويدية: Stefan Persson)‏ هو لاعب باندي ‏ سويدي، ولد في 26 أكتوبر 1974.